# Wissadula filipes
Wissadula filipes är en malvaväxtart som beskrevs av Henry Hurd Rusby. Wissadula filipes ingår i släktet Wissadula och familjen malvaväxter. Inga underarter finns listade i Catalogue of Life.